# Harold Bounsall
Harold Edward Bounsall (5 de setembro de 1898, data de morte desconhecida) foi um ciclista canadense. Ele representou o Canadá nos Jogos Olímpicos de Verão de 1920, em Antuérpia.